# Neochauliodes subfasciatus
Neochauliodes subfasciatus là một loài côn trùng trong họ Corydalidae thuộc bộ Megaloptera. Loài này được Westwood miêu tả năm 1847.